# مذنبون في الجنة (فلم 1938)
مذنبون في الجنة (بالإنجليزية: Sinners in Paradise) فيلم دراما أمريكي تم إنتاجه عام 1938 من إخراج جيمس وال وبطولة جون بولز ، مايج ايفانز.

## روابط خارجية
- مقالات تستعمل روابط فنية بلا صلة مع ويكي بيانات